# 성남초등학교 (임실군)
성남초등학교(城南初等學校)는 대한민국 전라북도 임실군 성수면 월평리 358에 있었던 공립 초등학교이다.

## 연혁
- 1955년 12월 25일 설립인가
- 1956년 10월 18일 성남국민학교 개교(3학급)
- 1982년 3월 1일 병설유치원 개원
- 1996년 3월 1일 성남초등학교로 개칭
- 1999년 9월 1일 폐교